# Drevané

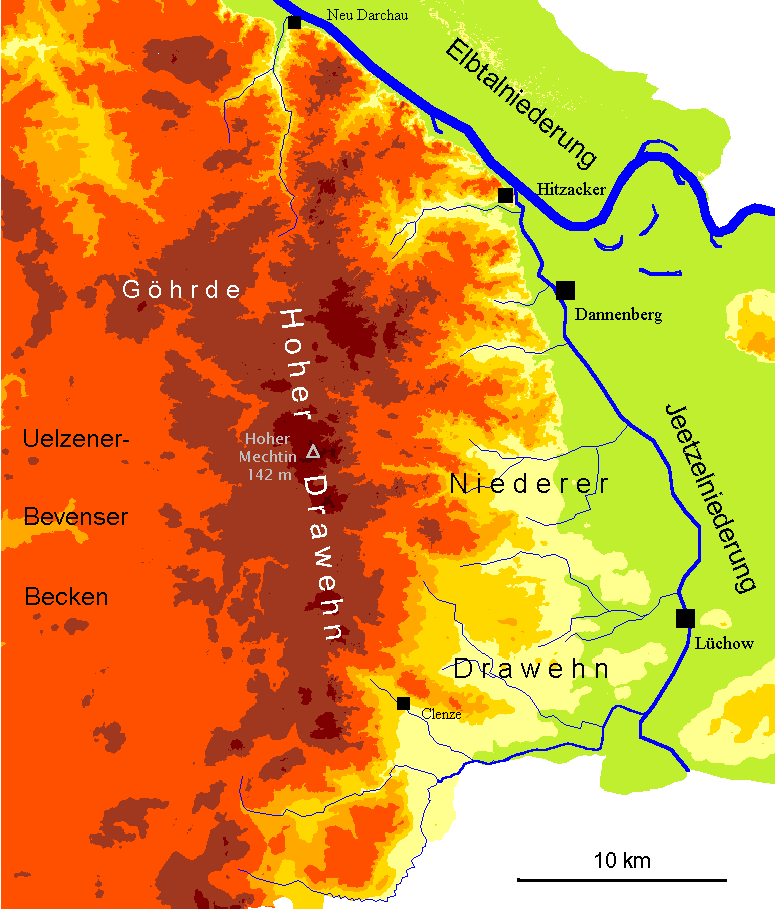
Oblast původního drevanského osídlení na levém břehu Labe.

Drevané byli jedním z nejzápadnějších slovanských kmenů, příslušeli ke kmenovému svazu Obodritů. Žili mezi Labem a Jeetzou, tedy na levém břehu Labe západně od Wittenbergu, v oblasti nazývané Wendland.

## Historie
Do konce 15. století bylo území všech Polabských Slovanů z většiny germanizováno především kvůli stále přicházejícím osadníkům ze severního Německa v rámci tzv. Ostsiedlung. Germanizaci navíc, podobně jako v případě Lužických Srbů, uspíšila reformace, resp. vyhraněně německé luteránství.
Přesto si právě Drevané dlouho udržovali svůj jazyk a tradice. Jejich vztah k Němcům byl vyloženě nepřátelský. Ze sídel od Lüneburského vřesoviště dokonce pořádali loupeživé výpravy a za nocí vypalovali německý majetek, což vedlo až k vystěhování mnichů z blízkého kláštera v Medingenu.
Postupem času však i Drevané začali splývat s německou většinou, jak píše Vilém Václav Kremer: „Co nezlomila přímá germanisace, to dokonali sami tito Slované ve své mladé generaci 17. století. Jakkoli byli staří Drevané století 15. a 16. tak protiněmecky založení, že nechtěli se ani německy učit, tak v 17. století zase opakem drevanská mládež se vysmívala těm starým svým otcům a dědům, kteří ještě mluvili svým slovanským jazykem. Jazyk otců a dědů byl mládeži i protivný, nechtěli jej poslouchat a raději mluvili již německy.“
Drevané byli plně germanizováni v 18. století jako poslední z Obodritů. V té době svoji rodnou řeč zapomínají Drevané žijící v okolí Lüchowa, Wustrowa a Dannenbergu.

## Jazyk Drevanů
Následující tabulka uvádí srovnání jazyka Drevanů s ostatními západoslovanskými jazyky:
| Drevanská polabština | Čeština | Hornolužičtina | Dolnolužičtina | Polština | Slovenština | Kašubština |
| -------------------- | ------- | -------------- | -------------- | -------- | ----------- | ---------- |
| djöre                | hora    | hora           | góra           | góra     | hora        | góra       |
| pait                 | pít     | pić            | piś            | pić      | piť         |            |
| gord                 | hrad    | hród           | grod           | gród     | hrad        | gard       |
| dause/daise          | duše    | duša           | duša           | dusza    | duša        |            |
| brot                 | bratr   | bratr          | bratš          | brat     | brat        |            |
| váknü                | okno    | wokno          | wokno          | okno     | okno        |            |
| möst                 | most    | móst           | móst           | most     | most        |            |
| dan                  | den     | dźeń           | źeń            | dzień    | deň         |            |
| tjün                 | kůň     | kóń            | kóń            | koń      | kôň         |            |
| dáudjí               | dlouhý  | dołhi          | długi          | długi    | dlhý        |            |
| patinac              | pták    | ptačk          | ptašk          | ptak     | vták        |            |
| (nemac)              | Němec   | Němc           | Nimc           | Niemiec  | Nemec       |            |
| slama                | sláma   | słoma          | słoma          | słoma    | slama       |            |
| reka                 | řeka    | rěka           | rěka           | rzeka    | rieka       |            |
| paiví                | pivo    | piwo           | piwo           | piwo     | pivo        |            |

Postupem času se do drevanského nářečí, podobně jako do češtiny, začínala přimíchávat německá slova a skladba:
| Polabština:                  | Aita nos, tâ toi jis wâ nebesai, sjętü wordoj tüji jaimą…            |
| Drevanská polabština (1691): | Nos wader tada tö jis wa tüem nibisju, sjąta mo wardowot tüj jeimja… |
| Němčina:                     | Vater unser im Himmel, geheiligt werde dein Name…                    |
| Čeština:                     | Otče náš, jenž jsi na nebesích, posvěť se jméno tvé…                 |